# ディーン・R・クーンツ
ディーン・レイ・クーンツ（Dean Ray Koontz、1945年7月9日 - ）は、アメリカ・ペンシルベニア州出身の作家。SF小説からホラー、ミステリー、サスペンスなどジャンルミックスした手法で80年代から現在に至るまでベストセラー作家であり続けている。また小説家としてだけではなく、詩作や児童向け書籍の執筆、映画の脚本なども手がけている。

## 略歴
重度のアルコール依存症かつ反社会性人格障害を患った父親による辛い家庭環境のもとで育ったが、トラウマ（心的外傷）をもつこともなく成長した。シッペンズバーグ大学（現：シッペンズバーグステートカレッジ）を卒業し、1967年にメカニクスバーグ高校で英語の教師の仕事に就く。仕事の空き時間を利用して書いたSF小説『スター・クエスト』（1968年）でデビューする。
1980年に発表した『ウィスパーズ』でクーンツの名は不動の物となり、以降ニューヨーク・タイムズ紙のベストセラーリストのトップに彼の名と書名がしばしば現れるようになった。
現在、南カリフォルニア（著作のほとんどの舞台）で妻ゲルダ、犬のトリクシー（ゴールデンレトリバー）と暮らしている（トリクシーは2007年に死去）。大層な犬好きらしく、トリクシー名義での本も出版している。
デビュー年や作品傾向が近いスティーブン・キングと比べられることも多いが、クーンツ自身は「ホラー作家」というレッテルを貼られることを嫌っている節がある（本人は「一般作家」を自称し、ホラー・SF等のジャンル小説作家として扱われることをよしとしなかったため、キャリア初期のSF小説を意図的に絶版とし、「わたしの目の黒いうちは、再び世に出すつもりは毛頭ない」とまで語ることもあった）。またキング同様に作品の映像化も多数行われているが、そのほとんどが「不出来」という評価を受けており、その影響もあってか日本での知名度はキングに比べて低い。
自らの製作メソッドを明かした著作として、Writing Popular Fiction(1972)、『ベストセラー小説の書き方』（How to Write Best Selling Fiction）(1981)のふたつがある。

## ペンネーム
1970年代にクーンツは、作風をSFに固定化させず主流ミステリやホラー小説にも筆を向けることになったが、名前に付いたイメージが作品の邪魔をするとして、複数のペンネームを使用した(詳しくは既知の異称ペンネーム参照)。それら作品の中には、現在ではディーン・クーンツ名義に変更されている物もある。
書店で見かけるペンネームには“ミドルネームのRを付けた表記”と“付けない表記”が混在しているが、現在は付けない表記で統一されつつある。これは著書『ドラゴン・ティアーズ』から行われており、Rを削った理由は「背表紙にR付きの名前を入れた際、おさまりが悪かったため」とされる。

### 既知の異称ペンネーム
- Deanna Dwyer (ディーナ・ドワイアー)
- K. R. Dwyer (K・R・ドワイアー)
- Aaron Wolfe (アーロン・ウルフ)
- David Axton (デイヴィッド・アックストン)
- Brian Coffey (ブライアン・コフィー)
- John Hill (ジョン・ヒル)
- Leigh Nichols (レイ・ニコルズ)
- Owen West (オーウェン・ウェスト)
- Richard Paige (リチャード・ペイジ)
- Trixie Koontz (トリクシー・クーンツ)

## 主な作品
長編
- ビーストチャイルド Beastchild (1970)
- 夜の終りに Chase (1972)
- 悪魔の種子 Demon Seed (1973)
- 狂った追走 Shattered (1973)
- 逃切 After the Last Race (1974)
- 殺人プログラミング Night Chills (1976)
- アイスバウンド Icebound (1976)
- 悪魔は夜はばたく The Vision (1977)
- マンハッタン魔の北壁 The Face of Fear (1977)
- 真夜中への鍵 The Key to Midnight (1979)
- ウィスパーズ Whispers (1980)
- ファンハウス The Funhouse (1980)
- 闇の囁き The Voice of the Night (1980)
- 呪われた少女 The Mask (1981)
- 闇の眼 The Eyes of Darkness (1981)
- 雷鳴の館 The House of Thunder (1982)
- ファントム Phantoms (1983)
- 邪教集団トワイライトの追撃 The Servants of Twilight (1984)
- 闇の殺戮 Darkfall (1984)
- 12月の扉 The Door to December (1985)
- トワイライト・アイズ Twilight Eyes (1985)
- ストレンジャーズ Strangers (1986)
- ウォッチャーズ Watchers (1987)
- 戦慄のシャドウファイア Shadowfires (1987)
- ライトニング Lightning (1988)
- ミッドナイト Midnight (1989)
- バッド・プレース The Bad Place (1990)
- コールド・ファイア Cold Fire (1991)
- ハイダウェイ Hideaway (1992)
- ミスター・マーダー Mr. Murder (1993)
- ドラゴン・ティアーズ Dragon Tears (1994)
- ウィンター・ムーン Winter Moon (1994)
- 心の昏き川 Dark Rivers of the Heart (1994)
- インテンシティ Intensity (1996)
- 生存者 Sole Survivor (1997)
- 何ものも恐れるな Fear Nothing (1998)
- チックタック Ticktock (1996)
- 汚辱のゲーム False Memory (2000)
- サイレント・アイズ From the Corner of His Eye (2001)
- 対決の刻 One Door Away from Heaven (2001)
- ヴェロシティ Velocity (2005)
- ハズバンド The Husband (2006)
- 善良な男 The Good Guy (2007)
- 一年でいちばん暗い夕暮れに The Darkest Evening of the Year (2007)
- オッド・トーマスの霊感 Odd Thomas (2003)
- オッド・トーマスの受難 Forever Odd (2005)
- オッド・トーマスの救済 Brother Odd (2006)
- オッド・トーマスの予知夢 Odd Hours (2008)
- フランケンシュタイン 野望 Dean Koontz's Frankenstein: Prodigal Son (2005)
- フランケンシュタイン 支配 Dean Koontz's Frankenstein: City of Night (2005)
- フランケンシュタイン 対決 Dean Koontz's Frankenstein: Dead and Alive (2009)
- これほど昏い場所に The Silent Corner (2017)
- ミステリアム Devoted (2020)

短篇集
- 奇妙な道 Strange Highways Vol.1 (1995)
- 闇へ降りゆく Strange Highways Vol.2 (1995)
- 嵐の夜 Strange Highways Vol.3 (1995)

その他
- ベストセラー小説の書き方 How to Write Best Selling Fiction (1981)
- 犬が教えてくれた幸せになるヒント Bliss to You

## 映像化作品
- デモン・シード
- ウォッチャーズ　第3生命体
- ウィスパーズ
- 処刑ハンター
- スティグマ　邪神降臨
- ハイダウェイ
- インテンシティ/緊迫
- Mr．マーダー
- ファントム
- オッド・トーマス 死神と奇妙な救世主
- デュカリオン